# Мачевање на Летњим олимпијским играма 1896 — сабља за мушкарце
Сабља је била једна од три дисциплине у мачевању на Олимпијским играма у Атини. Такмичење је одржано 9. априла уз учешће 5 такмичара из три земље. Одржано је десет мечева у којима су се сусрели свако са сваким. Георгиадис је непоражен освојио златну медаљу. Каракалос је изгубио само Георгиадиса, док је Нилсен изгубио од њих двојице. Шмал је победио само Јатридиса и заузео четврто место док је последњи био Јатридис који је изгубио све мечеве.

## Земље учеснице
- Аустрија (1)
- Данска (1)
- Грчка (3)

## Освајачи медаља
| Јоанис Јоргидис Грчка | Телемахос Каракалос Грчка | Холгер Нилсен Данска |

## Резултати
| Меч | Такмичар                  | Резултат | Такмичар                  |
| --- | ------------------------- | -------- | ------------------------- |
| 1   | Телемахос Каракалос Грчка | 3-0      | Адолф Шмал Аустрија       |
| 2   | Јоанис Јоргидис Грчка     | 3-0      | Јоргос Јатридис Грчка     |
| 3   | Телемахос Каракалос Грчка | 3-2      | Холгер Нилсен Данска      |
| 4   | Јоанис Јоргидис Грчка     | 3-2      | Адолф Шмал Аустрија       |
| 5   | Холгер Нилсен Данска      | 3-1      | Јоргос Јатридис Грчка     |
| 6   | Јоанис Јоргидис Грчка     | 3-1      | Телемахос Каракалос Грчка |
| 7   | Адолф Шмал Аустрија       | 3-2      | Јоргос Јатридис Грчка     |
| 8   | Јоанис Јоргидис Грчка     | 3-2      | Холгер Нилсен Данска      |
| 9   | Телемахос Каракалос Грчка | 3-0      | Јоргос Јатридис Грчка     |
| 10  | Холгер Нилсен Данска      | 3-2      | Адолф Шмал Аустрија       |

## Коначан пласман
| Место | Такмичар                  | Доб. | Изг. | Туш + | Туш - |
| ----- | ------------------------- | ---- | ---- | ----- | ----- |
| 1     | Јоанис Јоргидис Грчка     | 4    | 0    | 12    | 6     |
| 2     | Телемахос Каракалос Грчка | 3    | 1    | 11    | 5     |
| 3     | Холгер Нилсен Данска      | 2    | 2    | 10    | 9     |
| 4     | Адолф Шмал Аустрија       | 1    | 3    | 7     | 11    |
| 5     | Јоргос Јатридис Грчка     | 0    | 4    | 3     | 12    |